# Marcali járás
A Marcali járás Somogy vármegyéhez tartozó járás Magyarországon 2013-tól, székhelye Marcali. Területe 904,24 km², népessége 34 734 fő, népsűrűsége pedig 38 fő/km² volt 2013. elején. 2013. július 15-én egy város (Marcali) és 36 község tartozott hozzá.
A Marcali járás a járások 1983-as megszüntetése előtt is mindvégig létezett, és székhelye az állandó járási székhelyek kijelölése (1886) óta mindig Marcali volt.

## Települései
| Település          | Rang (2013. július 15.) | Közös hivatal      | Kistérség (2013. január 1.) | Népesség (2013. január 1.) | Terület (km²) |
| ------------------ | ----------------------- | ------------------ | --------------------------- | -------------------------- | ------------- |
| Marcali            | járásszékhely város     | Marcali            | Marcali                     | 11 733                     | 104,4         |
| Balatonberény      | község                  | Balatonkeresztúr   | Marcali                     | 1 091                      | 26,09         |
| Balatonkeresztúr   | község                  | Balatonkeresztúr   | Marcali                     | 1 605                      | 21,06         |
| Balatonmáriafürdő  | község                  | Balatonkeresztúr   | Marcali                     | 691                        | 26,77         |
| Balatonszentgyörgy | község                  | Balatonszentgyörgy | Marcali                     | 1 614                      | 23,68         |
| Balatonújlak       | község                  | Kéthely            | Marcali                     | 503                        | 10,81         |
| Böhönye            | község                  | Böhönye            | Marcali                     | 2 380                      | 64,17         |
| Csákány            | község                  | Somogyzsitfa       | Marcali                     | 227                        | 16,09         |
| Csömend            | község                  | Mesztegnyő         | Marcali                     | 303                        | 8,66          |
| Főnyed             | község                  | Balatonszentgyörgy | Marcali                     | 78                         | 5,73          |
| Gadány             | község                  | Mesztegnyő         | Marcali                     | 341                        | 19,7          |
| Hollád             | község                  | Balatonszentgyörgy | Marcali                     | 235                        | 8,2           |
| Hosszúvíz          | község                  | Mesztegnyő         | Marcali                     | 46                         | 7,1           |
| Kelevíz            | község                  | Marcali            | Marcali                     | 315                        | 4,91          |
| Kéthely            | község                  | Kéthely            | Marcali                     | 2 299                      | 49,06         |
| Libickozma         | község                  | Pusztakovácsi      | Marcali                     | 31                         | 22,97         |
| Mesztegnyő         | község                  | Mesztegnyő         | Marcali                     | 1 384                      | 44,71         |
| Nagyszakácsi       | község                  | Nagyszakácsi       | Marcali                     | 423                        | 21,37         |
| Nemesdéd           | község                  | Nagyszakácsi       | Marcali                     | 739                        | 26,61         |
| Nemeskisfalud      | község                  | Böhönye            | Marcali                     | 146                        | 2,82          |
| Nemesvid           | község                  | Somogyzsitfa       | Marcali                     | 757                        | 18,38         |
| Nikla              | község                  | Mesztegnyő         | Marcali                     | 746                        | 23,35         |
| Pusztakovácsi      | község                  | Pusztakovácsi      | Marcali                     | 868                        | 43,38         |
| Sávoly             | község                  | Marcali            | Marcali                     | 541                        | 26,84         |
| Somogysámson       | község                  | Somogyzsitfa       | Marcali                     | 752                        | 21,77         |
| Somogysimonyi      | község                  | Somogyzsitfa       | Marcali                     | 91                         | 15,82         |
| Somogyszentpál     | község                  | Pusztakovácsi      | Marcali                     | 797                        | 28,96         |
| Somogyzsitfa       | község                  | Somogyzsitfa       | Marcali                     | 577                        | 27,22         |
| Szegerdő           | község                  | Balatonszentgyörgy | Marcali                     | 215                        | 5,46          |
| Szenyér            | község                  | Böhönye            | Marcali                     | 302                        | 20,19         |
| Szőkedencs         | község                  | Somogyzsitfa       | Marcali                     | 249                        | 18,69         |
| Tapsony            | község                  | Mesztegnyő         | Marcali                     | 743                        | 31,61         |
| Táska              | község                  | Pusztakovácsi      | Marcali                     | 412                        | 25,98         |
| Tikos              | község                  | Balatonszentgyörgy | Marcali                     | 130                        | 3,35          |
| Varászló           | község                  | Nagyszakácsi       | Marcali                     | 153                        | 12,76         |
| Vése               | község                  | Nagyszakácsi       | Marcali                     | 758                        | 42,92         |
| Vörs               | község                  | Balatonszentgyörgy | Marcali                     | 459                        | 22,65         |